# Trombolitico
I farmaci trombolitici o fibrinolitici sono una categoria di farmaci in grado di provocare la lisi sia di emboli  e trombi patologici che di trombi con funzione emostatica-protettiva.

## Meccanismo d'azione
Tutti i farmaci fibrinolitici agiscono attraverso l'attivazione del plasminogeno sierico in plasmina, una proteasi serinica in grado di dissolvere trombi ed emboli d'origine trombotica.

## Principali farmaci
I farmaci maggiormente utilizzati sono:
- streptochinasi
- urochinasi
- anistreplasi
- attivatore tissutale del plasminogeno o t-PA
  - alteplase
  - reteplase
  - tenecteplase
- stafilochinasi

La streptochinasi è una proteina prodotta da alcuni ceppi di Streptococcus; si lega al plasminogeno innescando un'attività autocatalitica con formazione di plasmina. La urochinasi è invece un enzima ad azione diretta nei confronti del plasminogeno e prodotto fisiologicamente dal rene. 
L'anistreplasi (dismessa di recente negli USA) è un complesso farmacologico composto da plasminogeno umano purificato e streptochinasi batterica acilata. L'acilazione impedisce al sito catalitico di operare il legame con il plasminogeno; il contatto con il siero comporta tuttavia l'idrolisi spontanea del gruppo acilico e l'innesco delle funzioni proattivatrici della streptochinasi. L'azione della anistreplasi è più specifica per il plasminogeno associato al coagulo piuttosto che per il plasminogeno sierico libero.
L'alteplase è l'attivatore tissutale del plasminogeno umano (t-PA) ottenuto mediante la tecnologia del DNA ricombinante. L'alteplase ed analoghi sono in grado di agire preferenzialmente sul plasminogeno legato alla fibrina (dunque presente nel coagulo) piuttosto che sul plasminogeno libero. La reteplase è un analogo del t-PA in cui mancano le sequenze aminoacidiche in grado di legare la fibrina. La tenecteplase è una forma mutante di t-PA con emivita più lunga e con affinità maggiore per la fibrina.

## Indicazioni terapeutiche
I farmaci fibrinolitici vengono utilizzati per via endovenosa nei casi di:
- ictus in fase acuta
- embolismo polmonare multiplo
- trombosi venosa profonda nel contesto di una sindrome della vena cava superiore
- trombosi venosa profonda nel contesto di tromboflebite ascendente delle vene ileo femorali o dei plessi prostatico/vaginali/uterini.

La via intra-arteriosa è da preferire nei casi di embolie e trombosi dei vasi periferici.
Se tempestivamente utilizzati, i farmaci trombolitici riducono inoltre la mortalità in corso di infarto acuto del miocardio.